# Рікард Берг
Рікард Берг (швед. Rikard Bergh; нар. 14 червня 1966) — колишній шведський тенісист.
Найвищу одиночну позицію світового рейтингу — 158 місце досяг 10 липня 1989, парну — 37 місце — 2 березня 1992 року.
Здобув 6 парних титулів.
Найвищим досягненням на турнірах Великого шолома був півфінал в парному розряді.

## Фінали за кар'єру

### Парний розряд: 11 (6–5)
| Результат | Ранг | Рік  | Турнір                | Покриття | Партнер          | Суперники                        | Рахунок       |
| --------- | ---- | ---- | --------------------- | -------- | ---------------- | -------------------------------- | ------------- |
| Перемога  | 1.   | 1988 | Афіни, Греція         | Ґрунт    | Пер Генрікссон   | Пабло Аррая Карел Новачек        | 6–4, 7–5      |
| Поразка   | 1.   | 1989 | Тель-Авів, Ізраїль    | Тверде   | Пер Генрікссон   | Джеремі Бейтс Патрік Баур        | 1–6, 6–4, 1–6 |
| Перемога  | 2.   | 1990 | Swedish Open, Швеція  | Ґрунт    | Ронні Ботман     | Ян Гуннарссон Удо Ріглевскі      | 6–1, 6–4      |
| Поразка   | 2.   | 1990 | Тель-Авів, Ізраїль    | Тверде   | Ронні Ботман     | Ндука Одізор Хрісто ван Ренсбург | 3–6, 4–6      |
| Поразка   | 3.   | 1991 | Сан-Франциско, США    | Килим    | Ронні Ботман     | Веллі Месур Джейсон Столтенберг  | 6–4, 6–7, 4–6 |
| Перемога  | 3.   | 1991 | Ніцца, Франція        | Ґрунт    | Ян Гуннарссон    | Войтех Флегль Ніклас Утґрен      | 6–4, 4–6, 6–3 |
| Перемога  | 4.   | 1991 | Swedish Open, Швеція  | Ґрунт    | Ронні Ботман     | Магнус Густафссон Андерс Яррід   | 6–4, 6–4      |
| Поразка   | 4.   | 1991 | Бірмінгем, Англія     | Килим    | Ронні Ботман     | Якко Елтінг Пол Векеса           | 5–7, 5–7      |
| Перемога  | 5.   | 1993 | Шарлотт, США          | Ґрунт    | Тревор Кронеманн | Хав'єр Франа Леонардо Лаваль     | 6–1, 6–2      |
| Перемога  | 6.   | 1994 | Мадрид, Іспанія       | Ґрунт    | Менно Остінг     | Жан-Філіпп Флер'ян Якоб Гласек   | 6–3, 6–4      |
| Поразка   | 5.   | 1996 | Амстердам, Нідерланди | Ґрунт    | Джек Вейт        | Доналд Джонсон Франсіско Монтана | 4–6, 6–3, 2–6 |